# Werner Heckmann
Werner Heckmann (* 1961 in Obersuhl) ist ein deutscher Trompeter und Dozent.
Mit 11 Jahren begann er den Trompetenunterricht. Bald war er in örtlichen Musikgruppen aktiv. 1975 und 1977 gewann er Preise beim Bundeswettbewerb „Jugend musiziert“. Werner Heckmann wurde Mitglied des Bundesjugendorchesters und später der „Jungen deutschen Philharmonie“.
Nach dem Abitur wurde er 1980 Profimusiker. Er studierte an der Hochschule für Musik Würzburg bei Helmut Erb, wo er 1984 mit Diplom abschloss.
An der Würzburger Hochschule ist er mittlerweile selbst als Dozent für Trompete und Orchesterstudien tätig. Ein Schüler von ihm war Johann Konnerth.
Der vielbeschäftigte Musiker nahm mit Erfolg an etlichen internationalen Wettbewerben teil, ist seit 1981 Solotrompeter im Württembergischen Staatsorchester an der Staatsoper Stuttgart und daneben kammermusikalisch aktiv – von 1994 bis 2024 war Werner Heckmann im Ensemble von German Brass aktiv.
2016 erhielt er zusammen mit dem Blechbläserensemble German Brass den Echo Klassik in der Kategorie Ensemble/Orchester.